# Енікалі
Енікалі (рос. Эникали) — село у Курчалоївському районі Чечні Російської Федерації.
Населення становить 1130 осіб. Входить до складу муніципального утворення Енікалінське сільське поселення.

## Історія
Згідно із законом від 20 лютого 2009 року органом місцевого самоврядування є Енікалінське сільське поселення.

## Населення
| 1990 | 2002  | 2010  |
| ---- | ----- | ----- |
| 671  | ↗1022 | ↗1130 |